# Peluca y Marisita
Peluca y Marisita es una película de Argentina filmada en colores dirigida por Raúl Perrone según su propio guion escrito en colaboración con  Iván Noble sobre relatos de este último, que se estrenó el 10 de octubre de 2002. El 24 de abril de 2001 había sido exhibido en el III Buenos Aires Festival Internacional de Cine Independiente y fue candidata para el Premio Cóndor de Plata 2003 al mejor videofilme.

## Sinopsis
Peluca y Marisita, una chica que no estudia, mira televisión y exaspera a su madre por su falta de expectativas de futuro, están de novios. Sobreviven económicamente a duras penas y cuando ella queda embarazada los eventos comienzan a sucederse en forma imprevisible.

## Reparto
Participaron del filme los siguientes intérpretes:
- Iván Noble
- Gabriela Canaves
- María Scarvacchi
- Maria Lorenzutti
- Gerardo Baamonde
- Hoby Defino
- Karina Noriega

## Comentarios
Manrupe y Portela opinaron: 

”La búsqueda y la decepción, por momentos son acompañados por cierta poesía visual, y el final rompe con todos los esquemas acercándose a una resolución de suspenso que el relato no predecía”

Pablo O. Schollz dijo en Clarín:

”La película crece y mucho, en los últimos tramos…Allí casi no hay palabras, todo se vuelve más elíptico, pero gana en comunicación con el epectador”.

Fernando López en La Nación escribió:

”Perrone…sabe trascender el puro registro documental para iluminar el cuadro con un tenue soplo de poesía, una poesía suburbana que su público percibe y disfruta”.